# Duddagere, Mysore
Duddagere là một làng thuộc tehsil Mysore, huyện Mysore, bang Karnataka, Ấn Độ.